# Vernon Wray
Vernon „Lucky“ Wray (7. ledna 1924 – 1979 Arizona) byl americký kytarista. Na kytaru začal hrát ve svých jedenácti letech a svou profesionální kariéru zahájil ve čtyřicátých letech jako bubeník a zpěvák. Později spolu se svými bratry Linkem a Dougem, doplněni o bratrance Shortyho Hortona a kamaráda Dixieho Neala, založili skupinu nazvanou Lucky Wray and the Lazy Pine Wranglers, která se brzy poté přejmenovala na Lucky Wray and the Palomino Ranch Hands. Později Link Wray založil vlastní skupinu, ve které hrál i Vernon, který si nyní začal říkat Ray Vernon. Pro svého bratra pracoval převážně jako producent; produkoval například jeho alba Listen to the Voices That Want to Be Free (1970) nebo Link Wray (1971). Zemřel v roce 1979 ve svých pětapadesáti letech.